# Stratford (Connecticut)
Stratford ist eine Stadt im Fairfield County im US-amerikanischen Bundesstaat Connecticut. Das U.S. Census Bureau hat bei der Volkszählung 2020 eine Einwohnerzahl von 52.355 ermittelt. Die geografischen Koordinaten sind: 41,20° Nord, 73,13° West. Das Stadtgebiet hat eine Größe von 51,5 km².
Stratford ist Sitz des Luftfahrtunternehmens Sikorsky Aircraft Corporation, das Hubschrauber, Drohnen und Flugzeuge produziert.

## Söhne und Töchter der Stadt
- David Wooster (1711–1777), General im Unabhängigkeitskrieg
- William Samuel Johnson (1727–1819), Politiker und einer der Gründerväter der USA; in Stratford geboren und gestorben
- Joseph Platt Cooke (1730–1816), Politiker
- Andrew Adams (1736–1797), Rechtsanwalt, Jurist und Politiker
- Gideon Tomlinson (1780–1854), Gouverneur von Connecticut
- David Plant (1783–1851), Jurist und Politiker
- John William Sterling (1844–1918), Jurist und großzügiger Mäzen der Yale University
- Edmund Beloin (1910–1992), Drehbuchautor
- Ken Olsen (1926–2011), Ingenieur und Gründer von DEC (Digital Equipment Corporation)
- Jaime Sifers (* 1983), Eishockeyspieler
- Janka Hlinka (* 1995), slowakisch-US-amerikanische Eishockeyspielerin und -trainerin